# Kościół Bożego Macierzyństwa Najświętszej Maryi Panny w Radomiu
Kościół Bożego Macierzyństwa Najświętszej Maryi Panny w Radomiu – rzymskokatolicki kościół parafialny należący do parafii pod tym samym wezwaniem (dekanat Radom-Zachód diecezji radomskiej).
W dniu 9 maja 1998 roku biskup Edward Materski pobłogosławił plac pod budowę kościoła i w tym czasie zostały rozpoczęte prace budowlane. Świątynia została zaprojektowana przez architekta Henryka Włodarczyka i konstruktora Józefa Stępnia z Radomia, dzięki staraniom księdza Zbigniewa Sieronia i parafian. Kamień węgielny został wmurowany 19 października 2003 roku przez biskupa Zygmunta Zimowskiego. Trzy lata później, w dniu 12 października 2006 roku, biskup Zygmunt Zimowski pobłogosławił świątynię w stanie surowym. W następnych latach prowadzone były dalsze prace wykończeniowe wnętrza kościoła. 1 stycznia 2011 roku została intronizowana figura Świętej Bożej Rodzicielki, która w 1999 roku została pobłogosławiona przez św. Jana Pawła II. Uroczystościom przewodniczył biskup Edward Materski. Kościół został wzniesiony na planie krzyża i składa się z trzech naw.
3 maja 2022 roku, biskup Marek Solarczyk dokonał konsekracji świątyni